# Nastocerus vacheri
Nastocerus vacheri là một loài bọ cánh cứng trong họ Cerambycidae.